# Hans von Ahlefeldt († 1564)
Hans von Ahlefeldt († 1564) war Herr von Seestermühe, auf Gut Seestermühe und halb auf Gut Seegaard bei Kliplev.

## Leben
Er war der zweite Sohn von Friedrich von Ahlefeldt und Adelheit von Bülow aus dem Hause Marnitz. Seine Frau war Dorothea von Ahlefeldt († 13. Juli 1599), die Tochter des Franz von Ahlefeldt zu Seegaard und seiner Frau Catharina von Ahlefeldt geb. Pogwisch, die ihm durch die Heirat das Gut halb Seegaard zubrachte. Nach ihrer Verwitwung vermählte sie sich im Jahre 1566 mit Daniel von Rantzau auf Gut Salzau. Von den Kindern des Hans von Ahlefeldt war nur ein Sohn bekannt, Friedrich von Ahlefeldt, der sich mit dem Sohn des Daniel von Rantzau um das Gut halb Seegaart stritt.
Hans von Ahlefeldt hatte dauernd Streit mit seinen Brüdern Benedikt und Wulff um die Besitzansprüche in der Haseldorfer- und Seestermüher Marsch, diese führten später zu Rechtsstreitigkeiten mit dem König Christian II. Dieser bestätigte 1553 ausdrücklich das Recht zur Eindeichung Buttendiecks bei Heist und dem zum Gut Seestermühe gehörenden Kirchspiele Kollmar und Neuendorf. Ein weiterer Streitfall war der angebliche unerlaubte Holzschlag durch Hans von Ahlefeldt in einem Wald bei Winsen für den Bau eines Hauses auf Gut Kaden. Hans von Ahlefeldt starb im Jahre 1564.